# Timothy Eaton
Timothy Eaton, né en mars 1834 à Ballymena et mort le 31 janvier 1907 à  est un homme d'affaires canadien. Il a fondé la chaine de magasins Eaton, un des commerces de détail les plus importants dans l'histoire du Canada.

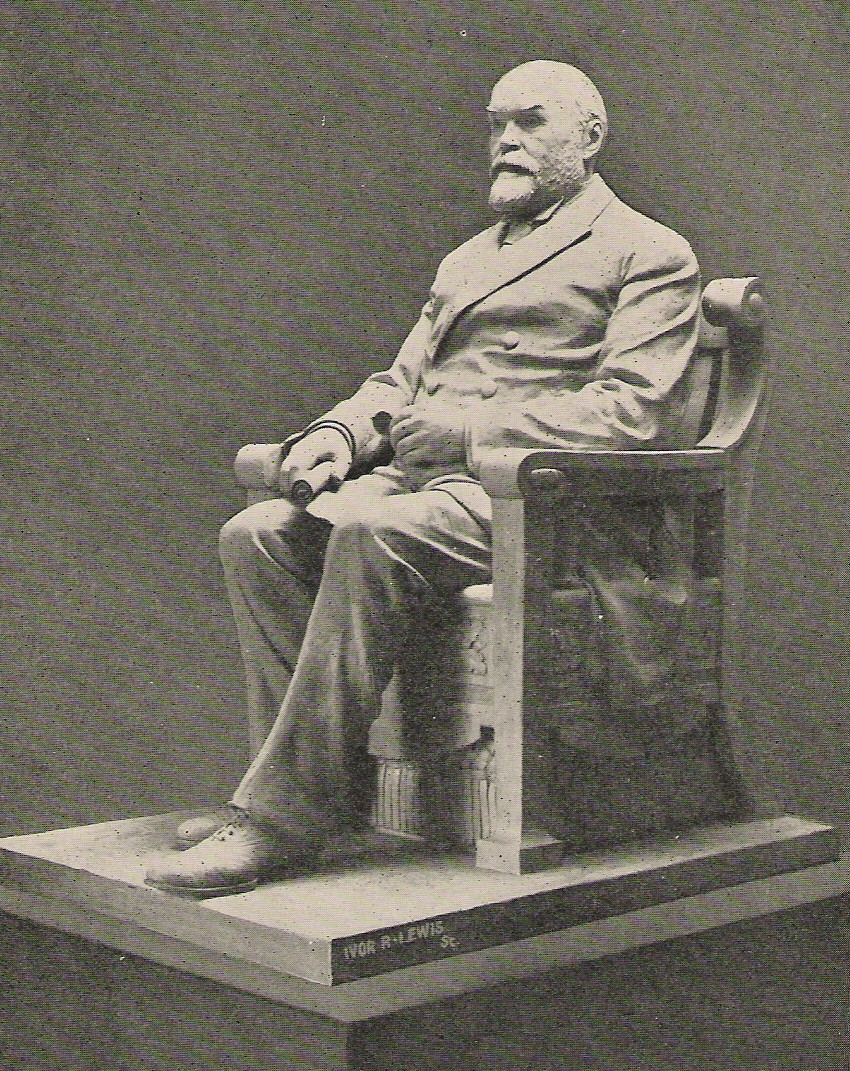
Timothy Eaton Cette statue de bronze (photographiée en 1919) se trouve au Musée royal de l'Ontario à Toronto; sa réplique se situe au MTS Centre à Winnipeg.

## Jeunesse et famille
Il nait à Ballymena (Comté d'Antrim, Irlande du Nord). Ses parents étaient des protestants écossais, et se nommaient John Eaton et Margaret Craig. En tant qu'apprenti gérant de commerce de 20 ans, Timothy Eaton a navigué depuis l'Irlande, pour s'installer avec d'autres membres de sa famille au sud de l'Ontario (Canada). Le 28 mai 1862, Eaton se marie avec Margaret Wilson Beattie. Ils auront cinq fils et trois filles. Parmi leurs fils, on peut citer: John Craig Eaton et Edward Young Eaton. Une de leurs filles, Josephine Smyth Eaton, survivra au naufrage du RMS Lusitania au large des côtes irlandaises en 1915. Sa fille, Iris Burnside, sera perdue.

## T. Eaton Co. Limited
En 1865, avec l'aide de ses frères Robert et James, Timothy Eaton ouvre une boulangerie dans la ville de Kirkton, Ontario, qui fait faillite après seulement quelques mois. Sans se laisser décourager, il ouvre une épicerie à St. Marys. En 1869, Eaton fait l'acquisition d'une épicerie/mercerie déjà existante au 178 Yonge Street à Toronto. En faisant la promotion de sa nouvelle entreprise, Eaton met en place deux pratiques innovantes pour l'époque : tout d'abord, tous les produits avaient un prix unique (pas de marchandage possible) et on ne faisait pas crédit. Ensuite, tous les achats étaient garantis (une pratique qui allait devenir le fameux slogan "Goods Satisfactory or Money Refunded", c'est-à-dire notre "satisfait ou remboursé").
Ayant commencé en 1884, Timothy Eaton a initié au Canada la distribution du catalogue que l'on reçoit par la poste, ce qui lui permit d'atteindre des milliers de petites villes et de communautés rurales grâce à un éventail d'articles jusqu'alors inégalé. Dans ces petites communautés, l'arrivée du catalogue Eaton était un évènement majeur. Plus important que les vêtements, que les meubles, ou que les derniers gadgets pour la cuisine, le catalogue proposait des articles aussi pratiques que des machines à traire, en plus d'à peu près tous les objets ou nouvelles inventions que l'on pouvait désirer. Et quand ces articles étaient rendus obsolètes par le catalogue de la saison nouvelle, ils trouvaient une autre importante utilité dans le grenier de la plupart des maisons rurales.
Timothy Eaton avait créé un empire colossal dans le commerce de détail, que ses héritiers allaient étendre sur tout le pays, atteignant son point culminant durant la Seconde Guerre mondiale, lorsque la T. Eaton Co. Limited employait plus de 70 000 personnes. Même si Timothy Eaton n'a pas inventé  le supermarché, même s'il n'a pas été le premier commerçant à garantir ses produits, la chaîne qu'il a fondée a popularisé ces deux concepts et a révolutionné le commerce de détail au Canada

## Mort et héritage

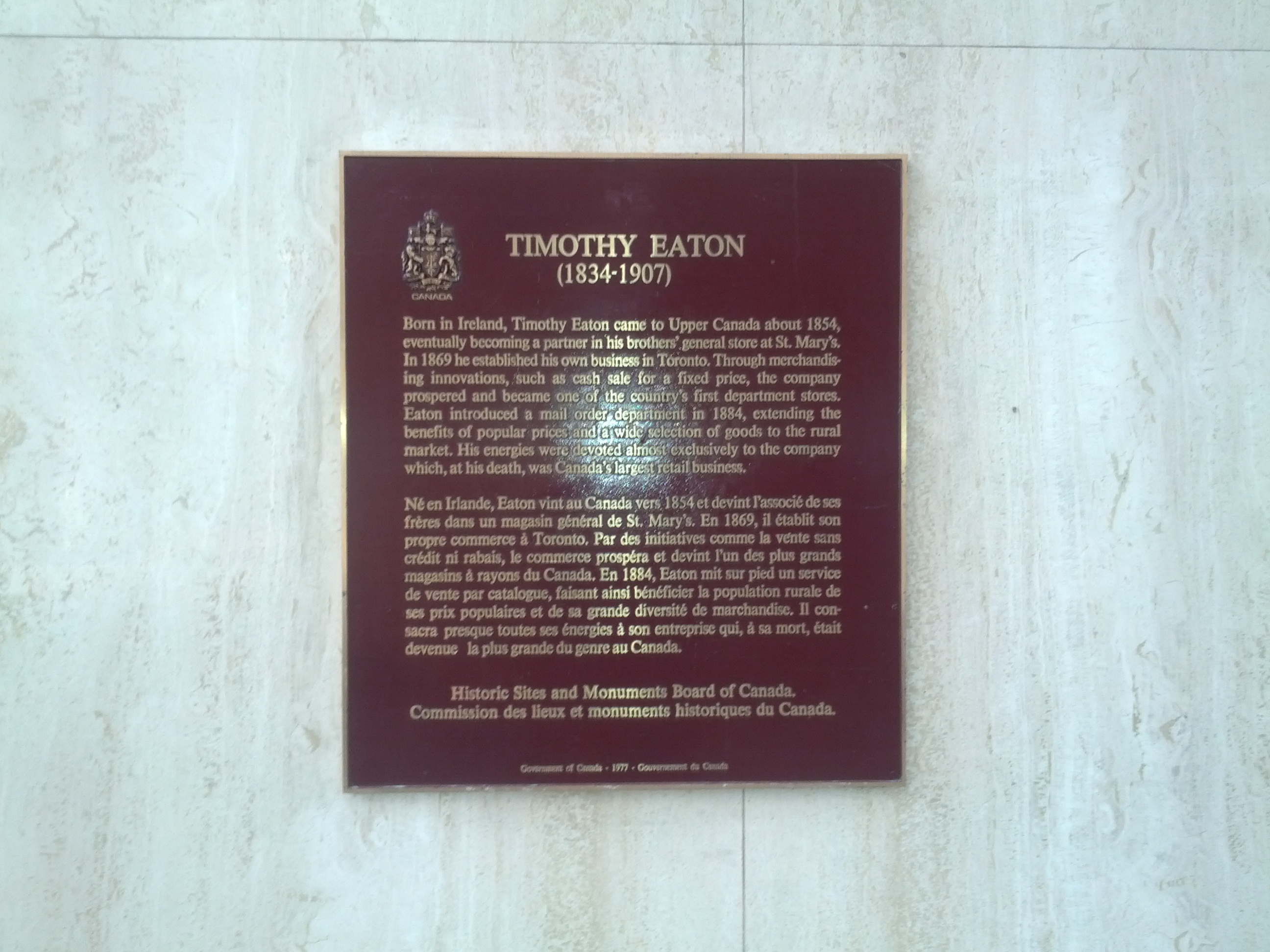
Plaque commémorative à la mémoire de Timothy Eaton.

Timothy Eaton est mort d'une pneumonie le 31 janvier 1907 et est enterré au Mount Pleasant Cemetery à Toronto. Son fils John Craig Eaton a pris sa succession.

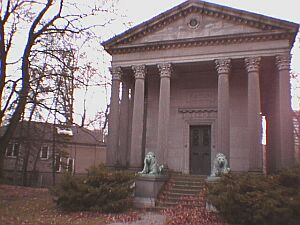
The Eaton family mausoleum in Mount Pleasant Cemetery, Toronto.

En 1919, la statue de Timothy Eaton (en) est donnée par les employés d'Eaton aux magasins de Toronto et de Winnipeg, en l'honneur des 50 ans de la compagnie. Pendant des années, il fut de tradition que les clients de Toronto et de Winnipeg touchent le pied de la statue comme un porte-bonheur. La statue de Toronto se trouve maintenant Musée royal de l'Ontario, et la statue de Winnipeg est dans la nouvelle aréna de la ville, au MTS Centre, pratiquement au même endroit où elle se tenait dans le magasin Eaton, maintenant démoli. Les pieds des statues continuent d'être effleurés comme porte-bonheurs aussi bien à Toronto à Winnipeg.
En 1985, son arrière-arrière-petite-fille, Nancy Eaton, a été assassinée par un enfant, qui fut jugé non coupable après avoir plaidé la folie.
La Timothy Eaton Memorial Church, à Toronto, a été construite en 1914.
La ville d'Eatonia, Saskatchewan fut ainsi nommée en référence à Timothy Eaton.
Le stade de Ballymena RFC est appelé l'Eaton Park.